# Маслов, Василий Фёдорович
Василий Фёдорович Маслов (9 августа 1916 — 26 декабря 1991) — советский самбист, призёр чемпионата СССР, мастер спорта СССР. Тренер по самбо и дзюдо.

## Биография
Окончил Высшую школу КГБ и Высшую школу тренеров.
В 1951 году ему была присвоена квалификация судьи всесоюзной категории по самбо. Был главным судьёй чемпионата СССР по самбо 1961 года.
Участвовал в подготовке сборных СССР по самбо и дзюдо. В 1962 году был удостоен звания Заслуженный тренер РСФСР по самбо, а в следующем году стал Заслуженным тренером СССР по самбо.

## Спортивные результаты
- Чемпионат СССР по самбо 1947 года — ;

## Известные воспитанники
- Рурак, Михаил Степанович (1925) — чемпион и призёр чемпионатов СССР, мастер спорта СССР.
- Стафеев, Николай Павлович (1926—1970) — самбист, многократный чемпион СССР, мастер спорта СССР.